# 315 Constantia
315 Constantia је астероид главног астероидног појаса чија средња удаљеност од Сунца износи 2,241 астрономских јединица (АЈ).
Апсолутна магнитуда астероида је 13,2 а геометријски албедо 0,078.